# Lithostege zernyi
Lithostege zernyi är en fjärilsart som beskrevs av Louis Beethoven Prout 1937. Lithostege zernyi ingår i släktet Lithostege och familjen mätare. Inga underarter finns listade i Catalogue of Life.